# Mikael Robertsson
Mikael "Robson" Robertsson, född 3 januari 1964, är en svensk före detta fotbollsspelare (mittfältare). Han representerade Gais 1981–1986 och Västra Frölunda IF 1987–1993.

## Biografi
Robertsson började i Gais vid sju års ålder och tillhörde klubbens ungdomsproffskull 1980/1981. Han debuterade för klubbens A-lag i division II redan 1981, då han spelade två matcher, men stod sedan utanför laget till 1983, då han tog över på det centrala mittfältet efter Lars Mörk, som mitt under säsongen flyttade till USA. Han var samma år med om att föra upp Gais i division II igen, och var därefter en viktig pjäs i Gais lag i tvåan. Efter sammanlagt 88 matcher och 19 mål för Gais lämnade han inför säsongen 1987 klubben för Västra Frölunda IF, som precis hade gått upp i Allsvenskan. I Frölunda stannade han kvar till och med säsongen 1993, varpå han varvade ner i IK Kongahälla.

## Spelstil
Robertsson har beskrivits som en "framfusig, orädd mittfältare med bra löpsteg".